# Crévoux
Crévoux ist eine französische Gemeinde im Département Hautes-Alpes in der Region Provence-Alpes-Côte d’Azur. Sie gehört zum Arrondissement Gap und zum Kanton Embrun. Die Bewohner nennen sich Crévolins.

## Geografie
Die Gemeinde liegt in den französischen Seealpen, im Bergmassiv Massif du Parpaillon. Sie grenzt im Nordosten an Vars, im Osten an Saint-Paul-sur-Ubaye, im Südosten an La Condamine-Châtelard, im Südwesten an Les Orres, im Westen an Saint-Sauveur und im Nordwesten an Saint-André-d’Embrun.
Die Hauptsiedlung mit der Mairie heißt La Chalp. Zur Gemeindegemarkung gehören auch die Weiler Praveyral und Champrond. Das Gemeindegebiet wird vom gleichnamigen Fluss Crévoux durchquert, der am Col du Parpaillon entspringt und in die Durance mündet.

### Erhebungen
- Pic Saint-André (2857 m)
- Pic des Chabrières (2746 m)
- Pic de Crévoux (2644 m)
- Pointe de l’Eyssina (2837 m)
- Grande Parpaillon (2990 m)
- L’Arête de la Ratelle (2572 m)

## Geschichte
Frühere Ortsnamen waren „Crevolum“ (1127) und „Crevolis“ (13. Jahrhundert).

### Bevölkerungsentwicklung
| Jahr      | 1962 | 1968 | 1975 | 1982 | 1990 | 1999 | 2006 | 2008 | 2012 |
| --------- | ---- | ---- | ---- | ---- | ---- | ---- | ---- | ---- | ---- |
| Einwohner | 159  | 131  | 127  | 115  | 117  | 103  | 124  | 129  | 134  |

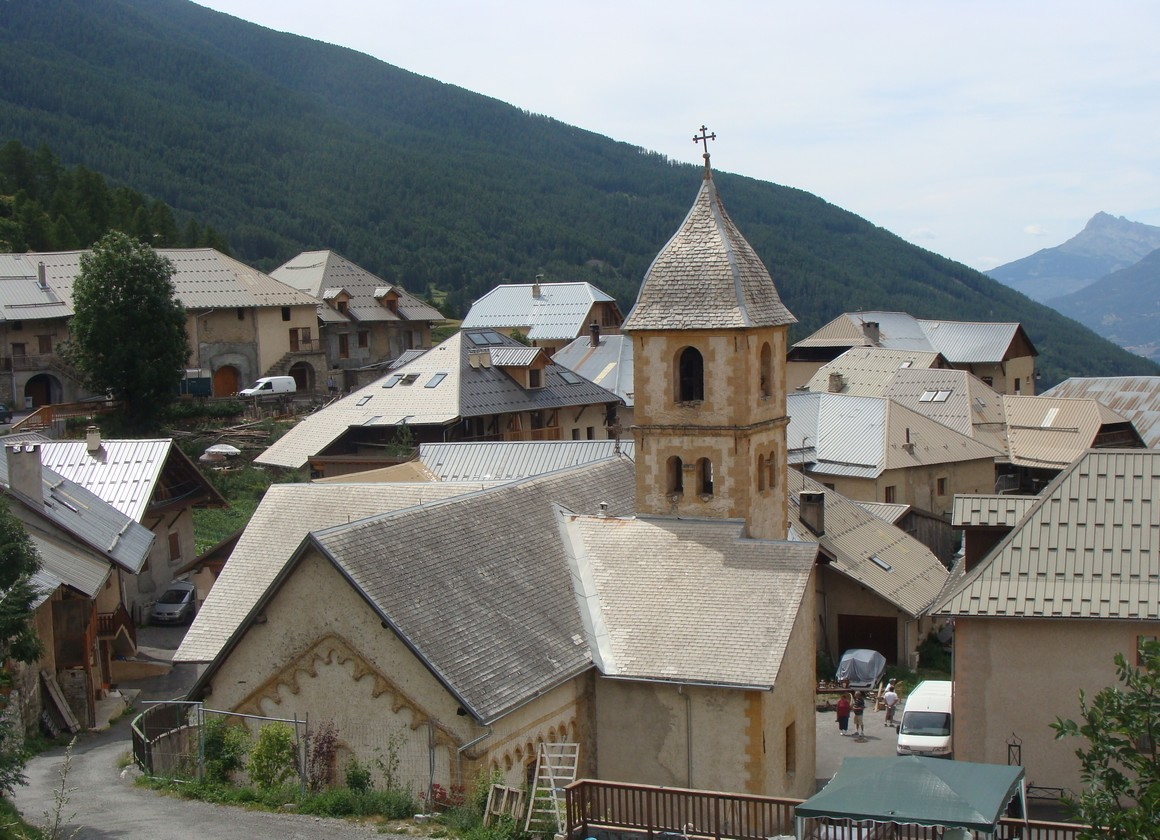
Kirche Saint-Marcellin
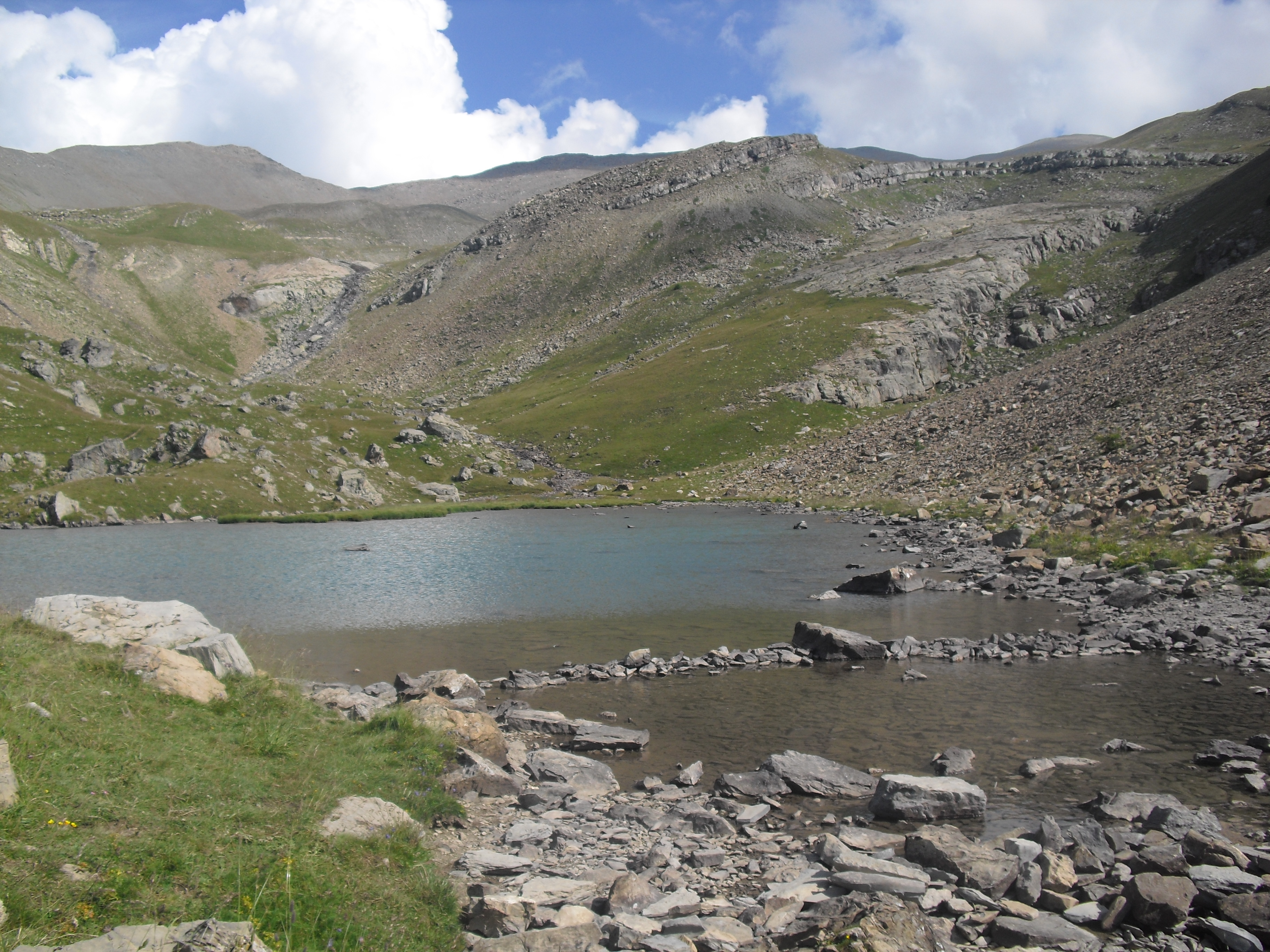
Bergsee Lac du Crachet